# Hồ Dương
Hồ Dương (giản thể: 胡阳; phồn thể: 胡陽; bính âm: Hú Yáng, hay tiếng Trung: 胡昜; bính âm: Hú Yáng; ? – 269 TCN?), hay Hồ Thương (tiếng Trung: 胡傷; bính âm: Hú Shāng), là khách khanh nước Tần thời Chiến Quốc trong lịch sử Trung Quốc.

## Trận Hoa Dương
Năm 273 TCN, nước Triệu liên minh với nước Ngụy tấn công thành Hoa Dương của nước Hàn. Hàn Ly vương sai Trần Thệ (陳筮) sang nước Tần cầu viện. Tần Chiêu Tương vương phái Vũ An quân Bạch Khởi, Nhương hầu Ngụy Nhiễm cùng khách khanh Hồ Dương dẫn quân cứu Hàn. Bạch Khởi áp dụng chiến thuật bôn tập, tiến công bất ngờ. Chỉ sau 8 ngày, quân Tần xuất hiện ở chiến trường Hoa Dương, tập kích liên quân Triệu-Ngụy. Liên quân không hề đề phòng, bị quân Tần tiêu diệt.
Quân Tần giết hơn 13 vạn quân Ngụy, bắt giữ hai tướng, chỉ có chủ tướng Mang Mão bỏ trốn. Tướng Triệu là Giả Yển (賈偃) cũng bị cũng đánh bại, hơn 2 vạn tù binh bị quân Tần dìm chết ở Đại Hà. Thừa thắng, Hồ Dương dẫn quân đánh chiếm đất Quyển, Thái Dương, Trường Xã của Ngụy, Quán Tân của Triệu. Nước Ngụy phải cắt đất Nam Dương cho nước Tần để cầu hòa.

## Trận Át Dư
Năm 269 TCN, nước Tần chiếm đóng ba đất Lận, Ly Thạch, Kỳ Bạt của Triệu. Triệu Huệ Văn vương cho sứ giả sang xin đổi lại ba đất đó bằng ba đất Tiêu, Ngụy, Ngưu Hồ, lại cho con trai là công tử Triệu Ngữ (趙郚) sang Tần làm con tin. Hai bên đạt được thỏa thuận, Tần Chiêu Tương vương đồng ý, nhưng sau đó Triệu Huệ Văn vương hối hận, bội ước. Chiêu Tương vương nổi giận, phái trung canh Hồ Thương tấn công thành Át Dư của Triệu.
Triệu Huệ Văn vương triệu các tướng Liêm Pha, Nhạc Thừa đến hỏi đối sách. Các tướng đều cho rằng đường sá xa xôi, con đường lại nhỏ hẹp, khó kéo quân qua, chỉ có Triệu Xa chỉ ra đất Át Dư có địa hình nhỏ hẹp, hiểm trở, chỉ cần tướng sĩ đồng tâm thì có thể chiến thắng. Huệ Văn vương bèn lấy Triệu Xa làm tướng dẫn quân đi cứu viện.
Triệu Xa cho quân đóng trại cách Hàm Đan 30 dặm trong suốt 28 ngày, không cho thuộc hạ bàn chuyện cứu viện, để quân sĩ hành động tùy tiện, để gián điệp nước Tần đem tin này về báo cho Hồ Thương. Hồ Thương khi đó chia quân đóng giữ Vũ An, trúng kế phản gián, cho rằng quân Triệu chỉ lo giữ Hàm Đan mà không quan tâm đến Át Dư, không còn đề phòng quân Triệu Xa nữa. Triệu Xa sau đó cho quân hành quân cấp tốc trong hai ngày một đêm, xây đồn đắp lũy cách thành Át Dư hơn 50 dặm. Quân Tần ở Vũ An khi đó mới biết bị trúng kế, vội vã từ hành quân đến Át Dư.
Triệu Xa nghe theo đề nghị của Hứa Lịch, cho quân đóng ở cao điểm Bắc Sơn là nơi có địa thế thuận lợi. Hồ Thương hành quân gấp, vội vã tấn công, dẫn đến nhiều lần thất bại. Triệu Xa chờ đến khi quân Tần không chịu nổi, xua quân từ trên núi đánh xuống. Hồ Thương thua trận, quân lính chết và bị thương quá nửa, đại bại mà về.

## Trong văn hóa
Trong tiểu thuyết Đông Chu liệt quốc chí của Phùng Mộng Long, tên gọi nhân vật này được thống nhất là Hồ Thương, xuất hiện lần đầu ở hồi 96, làm khách khanh của nước Tần. Trong chương này, công lao chiếm được Nam Dương được quy cho một mình Hồ Thương. Sau đó, Tần vương lại sai Hồ Thương dẫn 20 vạn quân đánh thành Át Dư của nước Hàn (trong lịch sử, thời kỳ này Át Dư thuộc Triệu). Hàn Ly vương cho người cầu viện nước Triệu. Triệu Huệ Văn vương cử Triệu Xa đi cứu viện. Diễn biến trận đánh tương tự như trong sách sử, chỉ thêm chi tiết Hồ Thương bị quân Triệu đánh ngã ngựa, trọng thương, may được quân sĩ liều mình cứu về.
Trong tiểu thuyết Đại Tần đế quốc, nhà văn Tôn Hạo Huy để Hồ Dương và Hồ Thương là hai nhân vật khác nhau. Hồ Dương là mưu sĩ của Vũ An quân Bạch Khởi, còn Hồ Thương là kỵ tướng dày dạn kinh nghiệm.
Trong truyện tranh Vương giả thiên hạ của Hara Yasuhisa, Hồ Thương (せいきょう; Ko Shou) xuất hiện ở chương 106. Hồ Thương chỉ xuất hiện trong đoạn hồi tưởng, được nhớ đến với tư cách là một chiến lược gia đại tài, một trong Lục tướng của nước Tần dưới thời Tần Chiêu Tương vương và là thầy của Xương Bình quân.